# Список авіаносців

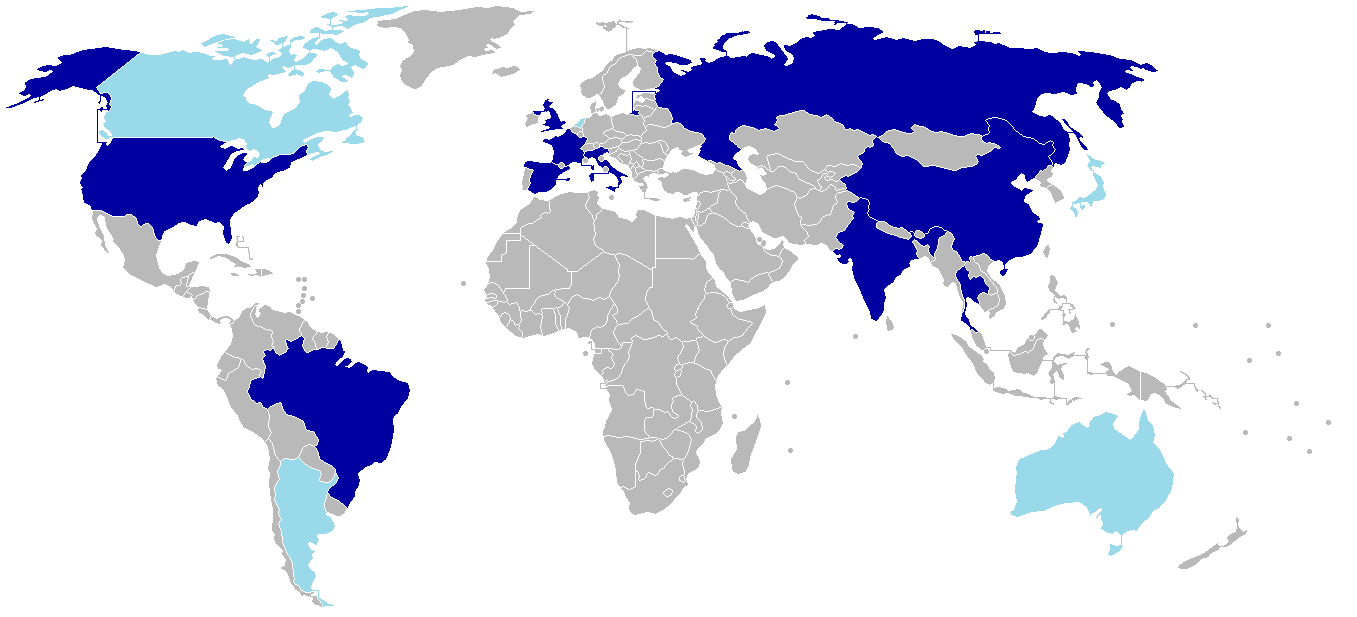
Країни-оператори авіаносців
Колишні оператори авіаносців

У списку авіаносців перелічені всі авіаносці, що нині стоять на озброєнні, знаходяться в резерві, будуються або знаходяться на ремонті. Це стосується лише стану самого корабля, наявність авіаційного крила до уваги не взято. В складі деяких флотів діють великі універсальні десантні кораблі та вертольотоносці, основна задача яких полягає у висадці та прикритті морського десанту, здійсненні протичовнової оборони, але не в базуванні авіаційного крила та відповідних операцій, ці кораблі навіть можуть і не мати обладнання, необхідного для базування літаків. Багато авіаносців також виконували різні операції, в тому числі, як вертольотоносці.

## Список країн за кількістю авіаносців
| Країна          | Флот                               | На службі | В резерві | Будується | Переобладнується |
| --------------- | ---------------------------------- | --------- | --------- | --------- | ---------------- |
| США             | ВМС США                            | 10        | 1         | 3         | 0                |
| Італія          | ВМС Італії                         | 2         | 0         | 0         | 0                |
| Індія           | ВМС Індії                          | 1         | 1         | 2         | 1                |
| Велика Британія | Королівський ВМФ Великої Британії  | 0         | 0         | 2         | 0                |
| Бразилія        | ВМС Бразилії                       | 1         | 0         | 0         | 0                |
| КНР             | ВМС Народно-Визвольної армії Китаю | 1         | 0         | 2         | 0                |
| Франція         | ВМС Франції                        | 1         | 0         | 0         | 0                |
| Росія           | ВМФ РФ                             | 0         | 0         | 0         | 0                |
| Іспанія         | ВМС Іспанії                        | 1         | 0         | 0         | 0                |
| Таїланд         | ВМС Таїланду                       | 1         | 0         | 0         | 0                |

## Авіаносці на службі
| Країна   | Ім'я (Бортовий номер)         | Довжина | Водотоннажність | Клас             | Тип                                           | Став на службу    |
| -------- | ----------------------------- | ------- | --------------- | ---------------- | --------------------------------------------- | ----------------- |
| Бразилія | NAe São Paulo (A12)           | 265 м   | 32 800 т        | Clemenceau       | парова турбіна                                | 15 листопада 2000 |
| КНР      | Liaoning (16)                 | 304 м   | 67 500 т        | Адмірал Кузнецов | Важкий, парова турбіна СУ                     | 23 вересня 2012   |
| Франція  | Charles de Gaulle (R91)       | 262 м   | 42 000 т        | -                | атомний                                       | 18 травня 2001    |
| Індія    | INS Vikramaditya              | 227 м   | 28 700 т        | Адмірал Горшков  | Важкий, паротурбінна та дизель-генераторна СУ | 14 липня 2014     |
| Італія   | Conte di Cavour (550)         | 244 м   | 27 100 т        | -                | Легкий, з газотурбінною СУ                    | 27 березня 2008   |
| Італія   | Giuseppe Garibaldi (551)      | 180 м   | 13 850 т        | -                | Легкий, з газотурбінною СУ                    | 30 вересня 1985   |
| Росія    | Адмірал Кузнецов (063)        | 306 м   | 55 000 т        | Адмірал Кузнецов | Важкий авіанесучий крейсер, котлотурбінна СУ  | 21 січня 1991     |
| Іспанія  | Príncipe de Asturias (R-11)   | 196 м   | 16 700 т        | -                | Легкий, газотурбінна СУ                       | 30 травня 1988    |
| Таїланд  | Chakri Naruebet (CVH-911)     | 183 м   | 11 400 т        | -                | Легкий, газотурбінна та дизельна СУ           | 10 серпня 1997    |
| США      | Nimitz (CVN-68)               | 333 м   | 100 000 т       | Німіц            | Важкий, атомна СУ                             | 3 травня 1975     |
| США      | Dwight D. Eisenhower (CVN-69) | 333 м   | 101 600 т       | Німіц            | Важкий, атомна СУ                             | 18 жовтня 1977    |
| США      | Carl Vinson (CVN-70)          | 333 м   | 101 300 т       | Німіц            | Важкий, атомна СУ                             | 13 березня 1982   |
| США      | Theodore Roosevelt (CVN-71)   | 333 м   | 104 600 т       | Німіц            | Важкий, атомна СУ                             | 25 жовтня 1986    |
| США      | Abraham Lincoln (CVN-72)      | 333 м   | 100 000 т       | Німіц            | Важкий, атомна СУ                             | 11 листопада 1989 |
| США      | George Washington (CVN-73)    | 333 м   | 104 200 т       | Німіц            | Важкий, атомна СУ                             | 4 липня 1992      |
| США      | John C. Stennis (CVN-74)      | 333 м   | 103 300 т       | Німіц            | Важкий, атомна СУ                             | 9 грудня 1995     |
| США      | USS Harry S. Truman (CVN-75)  | 333 м   | 103 900 т       | Німіц            | Важкий, атомна СУ                             | 25 липня 1998     |
| США      | Ronald Reagan (CVN-76)        | 333 м   | 101 400 т       | Німіц            | Важкий, атомна СУ                             | 12 липня 2003     |
| США      | George H.W. Bush (CVN-77)     | 333 м   | 102 000 т       | Німіц            | Важкий, атомна СУ                             | 10 січня 2009     |

## В резерві
| Країна | Ім'я (бортовий номер)  | Довжина | Водотоннажність | Клас      | Тип                                         | Став на службу    | Списаний       | В резерві до |
| ------ | ---------------------- | ------- | --------------- | --------- | ------------------------------------------- | ----------------- | -------------- | ------------ |
| США    | Enterprise (CVN-65)    | 342 м   | 94 700 т        |           | Важкий, атомна СУ                           | 25 листопада 1961 | 2 грудня 2012  | 2017         |
| США    | USS Kitty Hawk (CV-63) | 325.8 м | 81 985 т        | Кітті Хок | парова турбіна                              | 21 квітня 1961    | 31 січня 2009  | 2017         |
| Індія  | Віраат                 | 227 м   | 28 700 т        | Centaur   | Легкий, з парокотельною та турбозубчатою СУ | 20 травня 1987    | 06 травня 2017 | 2021         |

## Авіаносці, що будуються або переобладнуються
| Країна          | Ім'я (бортовий номер)                    | Довжина | Водотоннажність | Клас                | Тип                  | Став на службу    | Статус                                                   |
| --------------- | ---------------------------------------- | ------- | --------------- | ------------------- | -------------------- | ----------------- | -------------------------------------------------------- |
| Китай           | Проект 001A (досі не присвоєний — CV-17) |         | 70,000 mt       | Тип 001А (Кузнецов) | традиційна           | 2020 (очікується) | на заводських та ходових випробуваннях                   |
| Китай           | (CV-18)                                  |         | 85,000 mt       | Type 002            | традиційна           | 2024 (очікується) | Будується                                                |
| Індія           | INS Vikrant                              | 262 м   | 40 000 т        | Majestic            | Легкий               | 2020 (очікується) | На переобладнанні                                        |
| Індія           | INS Vishal                               | 262 м   | 65 000 м        | Vikrant             | Газотурбінна СУ      | 2020 (очікується) | будується                                                |
| Велика Британія | HMS Queen Elizabeth (R08)                | 284 м   | 65 600 т        | Queen Elizabeth     | газотурбінна СУ      | 2020 (очікується) | Морські випробування з 2017, прийняття на озброєння 2020 |
| Велика Британія | HMS Prince of Wales (R09)                | 284 м   | 65 600 т        | Queen Elizabeth     | газотурбінна СУ      | 2021 (очікується) | Морські випробування з 2019, прийняття на озброєння 2021 |
| США             | USS Gerald R. Ford (CVN-78)              | 333 м   | 100 000 т       | Ford                | Атомна СУ, надважкий | 2020 (очікується) | Морські випробування з 2017                              |
| США             | USS John F. Kennedy (CVN-79)             | 333 м   | 100 000 т       | Ford                | Атомна СУ, надважкий | 2020 (очікується) | Будується                                                |
| США             | Enterprise                               | 333 м   | 100 000 т       | Ford                | Атомна СУ, надважкий | 2025 (очікується) | Будується                                                |